# Alexander Gode
Alexander Gottfried Friedrich Gode-von Aesch (ur. 30 października 1906 w Bremie, zm. 10 sierpnia 1970 w Mount Kisco) – amerykański uczony niemieckiego pochodzenia, filolog, twórca sztucznego języka interlingua.

## Życiorys
Studiował na uniwersytecie w Wiedniu, na paryskiej Sorbonie i na uniwersytecie Columbia w Nowym Jorku, gdzie w 1939 roku otrzymał doktorat w dziedzinie germanistyki. W tym czasie wykładał języki nowożytne na uniwersytetach w Nowym Jorku i Chicago, był także redaktorem prac słownikowych i encyklopedycznych. W 1943 roku po raz pierwszy objął funkcję dyrektora prac badawczych International Auxiliary Language Association (po raz drugi w 1948 roku). Był redaktorem pierwszego słownika języka interlingua (Interlingua-English Dictionary) oraz współautorem (z Hughiem Blairem) gramatyki interlingwy (Interlingua Grammar), opublikowanych w 1951 roku. W latach 1953–1967 był dyrektorem nowojorskiego Interlingua Division of Science Service, zajmującego się rozwojem i popularyzacją języka interlingua oraz tłumaczeniami dla czasopism (szczególnie medycznych) i kongresów naukowych. Wydawał też czasopismo Novas de Interlingua.
Był przewodniczącym American Translators’ Association i publikował periodyk dla tłumaczy Translation Inquirer. W 1967 roku założył własną firmę Interlingua Translations.
Został uhonorowany przez American Medical Writers’ Association nagrodą Harald Swanberg Distinguished Service Award, w uznaniu zasług w dziedzinie publikacji medycznych oraz za streszczenia przygotowywane w języku interlingua. Z kolei Federation Internationale des Traducteurs przyznała mu nagrodę za tłumaczenie publikacji naukowych i pracę na rzecz zawodu tłumacza.